# Epipristis storthophora
Epipristis storthophora là một loài bướm đêm trong họ Geometridae.